# Escorbuto
Escorbuto é uma doença causada pela falta de vitamina C (ácido ascórbico). Os sintomas iniciais mais comuns são fraqueza, cansaço e pernas e braços doridos. Se a doença não for tratada na fase inicial, podem-se começar a manifestar sintomas como diminuição do número de glóbulos vermelhos, inflamação das gengivas, alterações no cabelo e hemorragias na pele. À medida que a doença avança, podem ocorrer dificuldades de cicatrização das feridas, alterações na personalidade da pessoa e, por fim, morte causada por infeção ou hemorragia.
O escorbuto é geralmente causado por insuficiência de vitamina C na dieta. Até que se manifestem os primeiros sintomas é necessário que pelo menos durante um mês não seja ingerida ou seja ingerida muito pouca quantidade de vitamina C. Na época contemporânea, a doença é mais comum entre pessoas com perturbações mentais, hábitos alimentares invulgares, alcoolismo e pessoas idosas que vivem sozinhas. Entre outros fatores de risco estão a má-absorção intestinal e diálise. Os seres humanos, entre outros animais, necessitam de vitamina C na dieta para produzir colagénio. O diagnóstico geralmente baseia-se nos sinais físicos, radiografias e na resposta ao tratamento.
O tratamento é feito com a administração de suplementos de vitamina C por via oral. Após alguns dias os sintomas começam a melhorar e a doença geralmente resolve-se em poucas semanas. Entre as principais fontes de vitamina C estão os citrinos e diversos legumes, como os tomates e as batatas. Cozinhar os alimentos geralmente faz diminuir o seu teor de vitamina C.
Na época contemporânea o escorbuto é uma doença rara. É mais comum em países em vias de desenvolvimento e está associado à desnutrição. Entre refugiados estima-se que a frequência da doença seja de 5 a 45%. O escorbuto tem sido descrito desde pelo menos o Antigo Egito. A doença foi um factor limitativo nas grandes navegações marítimas, nas quais era frequente causar um grande número de vítimas mortais. Entre os séculos XVI e XIX, assumia-se que em cada viagem cerca de metade dos marinheiros morreria de escorbuto. A descoberta de que o escorbuto pode ser tratado com a ingestão de citrinos é geralmente atribuída ao cirurgião escocês da Marinha Real Britânica James Lind, em 1753. No entanto, só em 1795 é que os reformistas de saúde pública como Gilbert Blane convenceram a marinha a disponibilizar rotineiramente sumo de limão aos seus marinheiros.

## Sinais e sintomas
O escorbuto manifesta-se com uma variedade de sintomas que progridem ao longo do tempo e podem variar entre indivíduos. Clinicamente, as características da doença são principalmente de carácter comportamental e de alterações nos tecidos moles. As características comportamentais vão desde fadiga, a perda de força e alternância emocional. Ao nível dos tecidos moles, destaca-se a hipertrofia inflamatória das gengivas e o sangramento periodontal. A fraqueza no sistema vascular pode levar ainda a um sangramento pontual da pele a nível dérmico, diferenciável graças ao aparecimento de hematomas na superfície cutânea. Outro sintoma que usualmente ocorre, é o edema. Este verifica-se quando os líquidos se acumulam no tecido com sangramento significativo, e no caso dos espaços articulares, como hemartroses e músculos com hematoma, verifica-se a conjugação entre a dor (artralgia) e a dor muscular (mialgia). A região capilar pode também sofrer alterações, como é o caso da hiperceratose folicular e folículos congestionados. Quando doença atinge estágios mais avançados, estes são caracterizados por feridas supurativas produtores de pus até algumas neuropatias que podem provocar a morte do indivíduo. O escorbuto não tratado é invariavelmente fatal, porém o falecimento é raro na atualidade.
A maioria dos animais, à exceção dos seres humanos, primatas maiores, morcegos, porquinhos-da-índia e peixes sintetizam metabolicamente a l-gulonolactona oxidase, necessária para conversão da glicose em vitamina C. A vitamina C ou ácido ascórbico é uma das grandes responsáveis pela síntese de colagénio, sendo a principal proteína estrutural do tecido conjuntivo. Quando a sua deficiência – o escorbuto – se começa a manifestar, as paredes dos vasos sanguíneos debilitam-se e adelgaçam, produzindo fortes hemorragias. Talvez por esta razão, o sintoma mais representativo da doença é o sangramento e a inflamação das gengivas que, por sua vez, podem levar a alterações inflamatórias no osso alveolar e enfraquecimento e eventual perda dentária.

## Causas
O escorbuto é geralmente causado por insuficiência de vitamina C na dieta. Até que se manifestem os primeiros sintomas é necessário que pelo menos durante um mês não seja ingerida ou seja ingerida muito pouca quantidade de vitamina C. Os seres humanos, entre outros animais, necessitam de vitamina C na dieta para produzir colagénio.
O escorbuto nos adultos foi reconhecido mundialmente como uma doença grave, com elevada mortalidade ao longo da história, particularmente em pessoas privadas de frutas e legumes frescos devido a guerras, fome ou viagens marítimas prolongadas. No caso das crianças, o autor refere, que o escorbuto não foi verificado até o século XIX. Como a vitamina C é destruída por altas temperaturas e pela exposição ao ar, as deficiências são mais notórias em populações que consomem principalmente alimentos cozidos, ao contrário das sociedades mais tradicionais, onde são ingeridas quantidades consideráveis de alimentos crus. Os seres humanos saudáveis possuem reservas de vitamina C que lhes permite suportar a sua privação total entre 160 a 200 dias, após este período os sintomas do escorbuto começam a manifestar-se.  
A vitamina C deve ser obtida inteiramente da dieta, a partir principalmente do consumo de frutas, legumes e até carnes, que contêm quantidades suficientes desta vitamina. O entendimento das condições sob as quais ocorrem deficiências de vitamina C informa sobre questões muito maiores que envolvem temas relacionados com a adaptação, economia de subsistência, ecologia humana, sinergismos, urbanismo e desigualdade socioeconómica.

## Diagnóstico
O diagnóstico geralmente baseia-se nos sinais físicos, radiografias e na resposta ao tratamento.
O diagnostico diferencial do escorbuto é muito extenso, tanto a nível clínico como paleopatológico. Uma história completa, o exame físico, a avaliação laboratorial básica e radiografias podem rapidamente reduzi-lo. Segundo este autor, para pacientes não agudos ou gravemente doentes, verificam-se frequentemente a sepse, a coagulação intravascular disseminada e a meningococcemia. O diagnóstico dependerá dos níveis de vitamina C e da resposta ao tratamento. O diagnóstico diferencial mais comum inclui patologias como a artrite séptica, tumores hematológicos e dos tecidos moles, doenças autoimunes (ex.: síndroma de Sjogren), gengivite, coagulação intravascular disseminada, entre outros.
Osteologicamente, o escorbuto não é uma doença de reconhecimento fácil. Uma das chaves para a ligação entre os métodos clínicos e paleopatológicos é determinar em que ponto os dois métodos se sobrepõem e fornecem informações comuns.
Os métodos clínicos utilizados na identificação da doença dependem muito da história do paciente, concentração sérica de ácido ascórbico e radiologia. Como estes métodos não podem ser examinados em contextos paleopatológicos, permanecem os indicadores radiológicos clínicos para identificação de escorbuto em osso seco. As manifestações clínicas do escorbuto desenvolvem-se, no caso das crianças, 6 a 10 meses após o défice de vitamina C, no entanto, foi sugerido que as condições poderiam aparecer em menos de 2 a 4 meses. Se o crescimento proporcional mais rápido ocorrer na infância e na primeira infância, a probabilidade de formar vasos sanguíneos defeituosos nessa idade é maior. Portanto, espera-se que as evidências esqueléticas do escorbuto sejam mais exuberantes durante a primeira infância.
Múltiplas condições patológicas podem produzir lesões comparáveis à hemorragia subperiosteal produzida pelo escorbuto, como é o caso de lesões traumáticas com inflamação periosteal relacionada com a infeção e a mineralização anormal de osteoide em casos de raquitismo e processos neoplásicos. Contudo, a semelhança morfológica entre lesões anémicas e o escorbuto tem sido uma fonte de ambiguidade observacional e diagnóstica para os paleopatólogos. Provavelmente, muitos casos de deficiência de vitamina C foram identificados no passado como anemia, pela similitude na formação de lesões porosas, como a criba orbitalia quando na verdade, a morfologia da lesão continha características sutis, porém distintas, inerentes à fisiologia da hipotrofia medular.

## Tratamento
O tratamento é feito com a administração de suplementos de vitamina C por via oral. Após alguns dias os sintomas começam a melhorar e a doença geralmente resolve-se em poucas semanas. Entre as principais fontes de vitamina C estão os citrinos e diversos legumes, como os tomates e as batatas. Cozinhar os alimentos geralmente faz diminuir o seu teor de vitamina C.
Apesar dos sintomas poderem ser generalizados e dramáticos nalguns casos, o tratamento é direto. Para uma recuperação completa, é apenas necessário ingerir cerca de 6,5 mg vitamina C, para apresentar resultados positivos. Embora a recuperação seja lenta, é constante e dimunuem os sintomas a longo prazo. É importante assinalar que os sintomas da doença começam a melhorar quase de forma imediata com o consumo de alimentos frescos, especialmente cítricos.

## Epidemiologia
Na época contemporânea o escorbuto é uma doença rara. É mais comum em países em vias de desenvolvimento e está associado à desnutrição. Entre refugiados estima-se que a frequência da doença seja de 5 a 45%.
Na época contemporânea, a doença é mais comum entre pessoas com perturbações mentais, hábitos alimentares invulgares, alcoolismo e pessoas idosas que vivem sozinhas. Entre outros fatores de risco estão a má-absorção intestinal e diálise.

## História
O escorbuto tem sido descrito desde pelo menos o Antigo Egito. A doença foi um factor limitativo nas grandes navegações marítimas, nas quais era frequente causar um grande número de vítimas mortais. Entre os séculos XVI e XIX, assumia-se que em cada viagem cerca de metade dos marinheiros morreria de escorbuto. A descoberta de que o escorbuto pode ser tratado com a ingestão de citrinos é geralmente atribuída ao cirurgião escocês da Marinha Real Britânica James Lind, em 1753. No entanto, só em 1795 é que os reformistas de saúde pública como Gilbert Blane convenceram a marinha a disponibilizar rotineiramente sumo de limão aos seus marinheiros.
A palavra chegou ao português do castelhano e este a tirou do francês: "scorbut", que existe desde meados do século XVI,  advinda do latim medieval: “ scorbutus ", latinização do alemão " scharbock ", corruptela de “scharfpocke” (pústula acentuada). O alemão a tomou do russo (dialeto arcangelquiano) “скробот” (skrobot: "leite ou manteiga rançosa"), sendo a doença  então dita própria dos povos do norte. Os russos tomaram "skrobot" dos viquingues, que usavam a expressão islandesa "skyrbjugr" por pensarem que os marinheiros tinham a gengivas inchadas (bjurgr) por tomar  leite coalhado e rançoso (Skyr).
Já no papiro de Ebers (1500 aC) são apresentadas as características da doença, os seus principais sinais e diagnósticos e ainda possíveis tratamentos, como a ingestão de alguns legumes que hoje se sabe serem fonte importante de vitamina C. Uma das primeiras descrições da doença é feita por Hipócrates, ao enumerar alguns dos sintomas como por exemplo, o mau sabor da boca e uma separação entre as gengivas e os dentes (inflamação das gengivas). Existiram outros personagens históricos, mas já Marcellus Empiricus (III-IV século A.C) recomendava o uso de Herba Britannica como tratamento da doença. Na Idade Média o escorbuto desempenhou um papel importante em alguns conflitos: o exército de Luís IX de França foi severamente afetado pelo escorbuto nos finais da Sétima Cruzada, evitando a conquista do Egito. Era uma doença conhecida das zonas nórdicas, especialmente durante os invernos pobres em alimentos frescos.
O escorbuto teve maior reconhecimento durante os séculos XV-XVII com os navegadores e exploradores marítimos. Nestes três séculos, o explosivo incremento nas viagens marítimas de longa duração, pode ter levado o escorbuto a causar a morte de pelo menos dois milhões de marinheiros. Vasco da Gama, um dos mais reconhecidos navegadores portugueses, perdeu em 1499, 116 homens dos 170 que tinha a bordo, devido a esta doença. Como principais sintomas os marinheiros apresentavam, inchaço nas pernas, braços e gengivas. O navegador, foi também o primeiro em reparar que o consumo da laranjas trazia efeitos benéficos para a saúde da tripulação. No mesmo período existiram numerosos trabalhos, na literatura médica, sobre a doença. O médico português, Aleixo de Abreu, estudou o escorbuto (então denominado «mal-de-angola») nos navegantes portugueses, temática que aborda expressamente no seu «Tratado do Alai de Luanda» que vem anexo ao livro Tratado de Ias Siete Enfermedades, obra por si publicada em Lisboa em 1623.
Outro dos autores a destacar é o médico dinamarquês Johannus Echthius, que terá sido o primeiro a utilizar a palavra “scorbutus” para se referir à doença e aos seus respetivos sintomas. Os autores referem ainda que os primeiros registos da doença em crianças, foram em instituições de caridade francesas durante 1590 a 1640.
Cerca de quatro quintos da tripulação de Fernão de Magalhães foi mortalmente vitimada pelo escorbuto. O explorador francês Jacques Cartier quase falhou a sua missão de exploração do rio São Lourenço quando a sua comitiva adoeceu, tendo esta sido salva pelos ensinamentos médicos dos povos ameríndios; estes usavam uma infusão de cedro, rica em vitamina C, para curar o escorbuto. Foi estimado que cerca de um milhão de marinheiros sucumbiram ao escorbuto nos séculos XVII e XVIII.
No século XVIII destaca-se o contributo do oficial da marinha real britânica, James Lind quem determinou o tratamento mais eficaz para a patologia. Lind realizou o primeiro ensaio clínico em grupos de controlo de pacientes, concluindo que o consumo de limões e laranjas leva a uma remissão importante da enfermidade. Face à experimância descrita foi publicado em 1753 o seu famoso tratado do escorbuto, propondo o sumo de limão como o tratamento idóneo. Porém, hoje sabe-se que este sumo não passaria um xarope com pouco valor nutricional e medicinal, devido à fervura que destrói a vitamina C.
No século XIX, William Bally, descobriu que os prisioneiros em Millban (Londres), desenvolveram escorbuto devido à ausência de batatas e cebolas na sua dieta, durante a “potatoe famine” (1845-1888). Esta provocou um incremento significativo da doença na população irlandesa e inglesa da época. Ao longo dos anos surgiram diferentes relatórios por diferentes personalidades da época, quer ingleses quer escoceses, que divulgaram algumas das observações realizadas à doença tanto em prisões como em missões no estrangeiro, aumentando o número de descrições e sintomas.
Um dos mais importantes trabalhos sobre o escorbuto foi desenvolvido durante o século XX, especificamente em 1907, por Axel Holst e Theodor Frolich. Durante os anos seguintes, fizeram-se investigações relacionadas com a descoberta do ácido ascórbico, nomeadamente por Albert Szent-Györgyie (1932). A sua possível relação com a doença foi estabelecida, mais tarde, em estudos britânicos e norte-americanos que calcularam as necessidades alimentares dos adultos como um mínimo de 45mg de vitamina C/dia.
Nos anos 60 do século XX, o famoso químico americano Linus Pauling apoiou a visão de que as pessoas que sofrem de alguma doença mental como a esquizofrenia, apresentam taxas mais altas de metabolismo do ácido ascórbico, pelo que o consumo de grandes doses de vitamina C pode ajudar a melhorar os sintomas das patologias.
Na atualidade o escorbuto tende a ser uma doença praticamente esquecida, casos raros podem ainda acontecer, especialmente em pessoas submetidas a dietas extremas, idosos negligenciados ou crianças com dietas pobres. Embora a vitamina C seja considerada um nutriente essencial, vários aspetos do seu uso continuam incógnitos.